# Liga de Chile de waterpolo masculino
La Liga de Chile de waterpolo masculino es la competición más importante de waterpolo masculino entre clubes chilenos.

## Torneos Importantes
- Liga Norte
- Liga Centro
- Super 4
- Torneo Nacional

## Clubes
- Dragones Acuáticos ( Iquique )
- Asociación de Natación de Arica
- Club Caballito de Mar Arica
- Club Unión Morro (Iquique)
- Club Aquapolo (Antofagasta)
- Club Stadio Italiano (Las Condes)
- Club Orcos (Ñuñoa)
- Club Fenix (Cerro Navia)
- Club Octopus (Santiago)
- Club Mil Naciones (Santiago)
- Club GreenLand (Estación Central)
- Club Pio XII (Santiago)
- Club Nacional (Santiago)
- Deportivo Playa Ancha (Valparaíso)
- Club Deportivo Acuático Valparaíso (Valparaíso)
- WP Stadio (Las Condes) [Filial del Club Stadio Italiano]

## Historial
Estos son los ganadores de liga:
- 1950: Santiago
- 1960: Antofagasta
- 1961: Antofagasta
- 1962: Antofagasta
- 1963: Antofagasta
- 1964: Antofagasta[1]
- 1965: Antofagasta
- 1966: Antofagasta
- 2015: Asociación Iquiqueña de Deportes Acuáticos[2]